# Apendicite epiploica

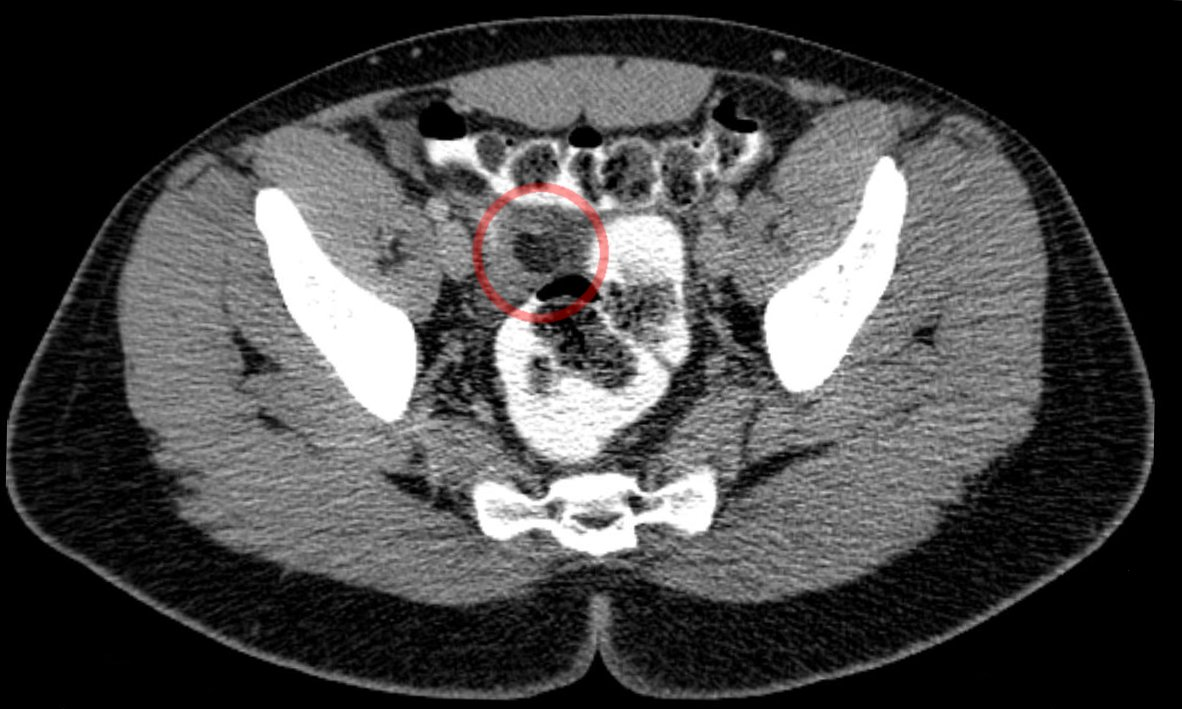
Apendicite epiploica em tomografia computadorizada de abdômen.

Apendicite epiploica, também conhecida como apendagite epiploica é um processo inflamatório incomum e benigno dos apêndices epiploicos.
Os apêndices epiploicos são pequenos sacos preenchidos com gordura ao longo da superfície do cólon e reto superior. Eles podem se tornar inflamados como resultado de uma torção ou de uma trombose venosa. 

## Quadro clínico
A inflamação causa dor abdominal, geralmente localizada. Náusea e vômitos são incomuns. Os estudos laboratoriais são inicialmente normais, mas podem apresentar leucocitose.

## Diagnóstico
O diagnóstico se dá através de tomografia computadorizada de abdômen, que demonstra estruturas gordurosas ovoides de cerca de 1-4 cm ao longo do cólon com gordura e edema. A apendicite epiploica também pode ser visualizada no ultrassom

## Diagnóstico diferencial
Os sintomas podem simular uma apendicite, diverticulite, hérnia ou colecistite.

## Tratamento
A doença é auto-limitada e na maioria das vezes não requer intervenção médica ou cirúrgica. A dor pode ser aliviada com analgésicos e diminui em cerca de uma semana.